# Кордон (оружие самообороны)
"КОРДОН" (Компактное ОРужие Для Отражения Нападения) — бесствольный травматический пистолет российского производства. Разработан тульской компанией «А+А».

## Описание
В основу концепции оружия было положено пирожидкостное устройство "Удар", переконструированное под патроны 18х45 мм с электрическим воспламенением, однако в дальнейшем конфигурация нового оружия была частично изменена благодаря переносу спусковой клавиши с боковой поверхности рукоятки на традиционно "оружейное" место, под указательный палец стреляющей руки.
Бесствольный травматический пистолет "Кордон" представляет собой несамозарядное стреляющее устройство, состоящее из корпуса-магазина и электронного ударно-спускового механизма. Корпус оружия выполнен из ударопрочного пластика с металлической арматурой. Корпус имеет вид пистолетной рукоятки и служит коробчатым магазином емкостью 4 патрона. Снаряжение магазина осуществляется через окно на верхней поверхности корпуса, патронника как такового Кордон не имеет - стрельба ведется находящимся на верхней позиции магазина патроном. Патроны в магазине удерживаются выступами в рамке. При нажатии на спусковой крючок верхний патрон сдвигается назад до соприкосновения с контактами электрической спусковой цепи (контакты при этом выдвигаются навстречу патрону из рамки), при этом блокируется движение подавателя магазина вверх, а сам патрон выходит из зацепления с рамкой. При отпускании спускового крючка после выстрела подаватель освобождается, и следующий патрон выталкивает оставшуюся в заднем положении стреляную гильзу вверх, удаляя её тем самым из оружия. Питание электронного спускового механизма осуществляется от одной литиевой батареи CR2, размещающейся в нижней части корпуса-рукоятки, под отдельной крышкой. Проверку состояния заряда батареи можно произвести при помощи специального тест-патрона со встроенным индикаторным светодиодом, входящего в комплект поставки оружия.
"Кордон" оснащен ручным предохранителем на тыльной стороне корпуса, в его верхней части (выключается движением вверх), а также автоматическим предохранителем на передней части рукоятки, блокирующем спусковой крючок и выключаемым при охвате корпуса оружия рукой.
Прицельные приспособления включают в себя фиксированные мушку и целик, выполненные зацело с корпусом оружия.
Вместе с оружием "Кордон" в компании "А+А" был разработан и свой вариант травматического патрона калибра 18х45 с электрическим воспламенением и резиновой пулей. Патрон собран в пластмассовой гильзе и отличается измененной формой пули и наличием на хвостовике пули и в корпусе гильзы готовых нарезов, призванных обеспечить стабилизацию пули путём придания ей вращения в полёте.

## Варианты и модификации
- "Кордон" - первая модель, с магазином на 4 патрона. Масса без патронов - 170 грамм.
- "Кордон-Л" - вторая модель, с магазином на 4 патрона и лазерным целеуказателем
- "Кордон-5" - модель с магазином на 5 патронов и лазерным целеуказателем.